# Pierre de Carcavi
Pierre de Carcavi (c. 1600/3 – aprile 1684) è stato un matematico e bibliotecario francese.

## Biografia
Fu il segretario della Biblioteca Nazionale di Francia sotto Luigi XIV, e matematico.
Carcavi è noto per la sua corrispondenza con Pierre de Fermat, Blaise Pascal, Christiaan Huygens, Galileo Galilei, Marin Mersenne, Evangelista Torricelli e René Descartes.
Fermat è anche ricordato per il suo lavoro sulla teoria dei numeri.